# Chandler Davis
Horace Chandler Davis (Ithaca, Nova Iorque, 12 de agosto de 1926 - 5 de outubro de 2022) foi um matemático estadunidense-canadense.
Filho de Horace Bancroft Davis e Marian R. Davis. Em 1948 casou com Natalie Zemon Davis. Seu pai foi membro do Partido Comunista dos Estados Unidos.
Foi para o Canadá no início da década de 1960, começando a lecionar na Universidade de Toronto.

## Matemática
Em 1950 obteve um doutorado em matemática na Universidade Harvard.
Davis foi professor do Departamento de Matemática da Universidade de Michigan, onde trabalhou com Wilfred Kaplan.
É atualmente co-Editors-in-Chief do periódico Mathematical Intelligencer. Em 2012 he became a fellow of the American Mathematical Society.

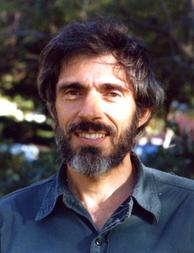
Davis em 1975.